# Plano, Illinois
Plano är en stad (city) i Kendall County, i delstaten Illinois, USA. Enligt United States Census Bureau har staden en folkmängd på 11 035 invånare (2011) och en landarea på 19,3 km².